# Берхтолд II фон Шнабелбург
Берхтолд II фон Шнабелбург (на немски: Berchtold II von Schnabelburg; † погребан на 31 декември 1267 в манастир Капел) от влиятелния род Ешенбах е фрайхер на Шнабелбург в кантон Люцерн в Швейцария.

## Произход и наследство
Той е син на фрайхер Улрих I фон Шнабелбург († 1255) и съпругата му Аделхайд фон Тирщайн († сл. 1253), дъщеря на граф Рудолф III фон Тирщайн, пфалцграф фон Базел († 1318) и Беатрикс фон Геролдсек († сл. 1267). Внук е на фрайхер Берхтолд I фон Шнабелбург († 1225) и съпругата му фон Клинген. Правнук е на Валтер I фон Ешенбах († сл. 1185) и Аделхайд фон Шварценберг († 1189).
Линията фон „Шнабелбург“ поема наследството на Аделхайд фон Шварценберг в Брайзгау. Внуците започват да се наричат „господари фон Шварценберг“. Брат му Йохан I († сл. 1315) е фогт на Шварценберг в Шварцвалд.
Берхтолд II и брат му Йохан I разделят собствеността около 1250 г.

## Фамилия
Берхтолд II фон Шнабелбург се жени за фон Хахберг. Те имат децата:
- Вилхелм фон Шнабелбург († сл. 2 декември 1306), фогт на Шварценберг, женен пр. 12 декември 1279 г. за Хайлика фон Дирзберг († 18 януари 1305), дъщеря на Хайнрих II фон Дирзберг († 1262) и Хайлика фон Лихтенберг († сл. 1280)
- Хайнрих фон Шнабелбург